# La Grotte des rêves perdus
Pour plus de détails, voir Fiche technique et Distribution.
La Grotte des rêves perdus (Cave of Forgotten Dreams) est un documentaire franco-allemand réalisé en 3D par Werner Herzog et sorti en 2010.

## Sujet
Werner Herzog réalise un documentaire sur la grotte Chauvet, grotte ornée paléolithique située en Ardèche (France), inaccessible au public, qui comporte quelque 420 représentations d'animaux, peintes ou gravées, datant d'au moins 31 000 ans avant le présent.

## Fiche technique
- Titre : La Grotte des rêves perdus
- Titre original : Cave of Forgotten Dreams
- Réalisation : Werner Herzog
- Scénario : Werner Herzog d'après un article de Judith Thurman
- Musique : Ernst Reijseger
- Directeur de la photographie : Peter Zeitlinger
- Pays d'origine :  Canada,  États-Unis,  France,  Allemagne
- Format : couleur - 1,85:1 - Dolby Digital - 35 mm
- Genre : documentaire
- Durée : 90 minutes
- Dates de sortie :
  - Canada : 13 septembre 2010 (première mondiale au Festival international du film de Toronto)
  - France : 31 août 2011

## Distribution
- Werner Herzog : lui-même
- Dominique Baffier : elle-même
- Jean Clottes : lui-même
- Jean-Michel Geneste : lui-même
- Carole Fritz : elle-même
- Gilles Tosello : lui-même
- Michel Philippe : lui-même
- Julien Monney : lui-même
- Nicholas J. Conard : lui-même
- Wulf Hein : lui-même
- Maria Malina : elle-même
- Maurice Maurin : lui-même

## Distinction
- 2011 : Meilleur film documentaire au Festival international du film de Dublin

## Autour du film
- La grotte Chauvet 2 - Ardèche, la plus grande réplique du monde, a ouvert en avril 2015.
- Un procès a été gagné contre les inventeurs de la grotte Chauvet : http://www.ledauphine.com/ardeche/2015/05/26/les-inventeurs-en-grave-difficulte-financiere